# Grbaševec
Grbaševec falu Horvátországban, Kapronca-Kőrös megyében. Közigazgatásilag Apajkeresztúrhoz tartozik.

## Fekvése
Kaproncától 9 km-re északnyugatra, községközpontjától 5 km-re északkeletre, a Drávamenti-síkságon fekszik.

## Története
1857-ben 75, 1910-ben 159 lakosa volt. A trianoni békeszerződésig Varasd vármegye Ludbregi járásához tartozott. 2001-ben 62 lakosa volt.

## Külső hivatkozások
Rasinja község hivatalos oldala